# Dan Madesclaire
Dan „apEX“ Madesclaire (* 22. Februar 1993) ist ein französischer E-Sportler, der bis 2012 in Counter-Strike: Source aktiv war und seit 2012 in Counter-Strike: Global Offensive spielt.

## Karriere

### Counter-Strike: Source
Madesclaire begann seine Karriere 2008 in der Disziplin Counter-Strike: Source. Er spielte für mehrere Teams, unter anderem bei 3DMax, Team LDLC und Team VeryGames. Dabei erzielte er einen dritten Platz bei den Copenhagen Games 2011: Source und einen Sieg bei der Multiplay Insomnia 45.

### Counter-Strike: Global Offensive
Nachdem Madesclaire 2012 in die Disziplin Counter-Strike: Global Offensive wechselte, spielte er zunächst jeweils für einen kurzen Zeitraum bei mehreren Teams. Im Januar 2013 wechselte er zum Team LDLC, für welcher er zuvor bereits in Counter-Strike 1.6 spielte. Mit LDLC erreichte er das Halbfinale bei der DreamHack Summer 2013. Im August wechselte er zum französischen Clan Mystik, mit welchem er am ersten Major-Turnier, der DreamHack Winter 2013 teilnahm. Er beendete das Turnier auf dem 9.–12. Platz. Überdies erreichte er den zweiten Rang bei der Fragbite Masters Season 1.
Im Februar 2014 kehrte er zum Team LDLC zurück. Im ersten Major des Jahres, der EMS One Katowice 2014, erreichte er das Viertelfinale. Im zweiten Major des Jahres, der ESL One Cologne 2014 erzielte Madesclaire den 3.–4. Platz. Zudem erreichte er einen Sieg bei der DreamHack Valencia 2014 und das Halbfinale bei den Copenhagen Games 2014. Im September wechselte er zu Titan eSports. In diesem Jahr erreichte er mit seinem neuen Team einen Sieg bei der DreamHack Invitational II und einen dritten Platz bei der StarLadder StarSeries XI. Für seine Einzelleistungen wurde er von HLTV als 15. in die Liste der zwanzig besten Spieler des Jahres gewählt.
2015 erreichte er mit Titan den zweiten Platz bei der Assembly Winter 2015, der IOS Pantamera und der ESL Pro League Winter 2014/15. Zudem erreichte er den dritten Platz bei der ESEA Season 18: Global Invite Division und den 3.–4. Platz bei der Gfinity Spring Masters 2 und der DreamHack Open Summer 2015. Das Major ESL One Katowice 2015 beendete er auf dem 13.–16. Platz. Im Juli wechselte er zum Team EnVyUs. In seinem ersten Turnier mit seinem neuen Team erzielte er in der Intel Extreme Masters Season X - gamescom direkt den ersten Platz. Das anschließende Major ESL One Cologne 2015 beendete er nach einer 2:0-Niederlage Fnatic auf dem zweiten Rang. Anschließend konnte er mit dem Sieg bei der DreamHack Open London 2015, den Gfinity Champion of Champions und der The World Championships 2015, sowie einen zweiten Platz bei der Counter Pit League internationale Erfolge sammeln. Das dritte Major des Jahres, die DreamHack Cluj-Napoca 2015, konnte er mit einem 2:0-Sieg gegen Natus Vincere gewinnen. Nachfolgend erzielte er in diesem Jahr einen 3.–4. Rang bei der ESL ESEA Pro League Season 2 - Finals. Erneut wurde er für seine Einzelleistungen von HLTV als 18. bester Spieler des Jahres ausgezeichnet.
2016 siegte er bei der Global eSports Cup - Season 1 und der Gfinity CS:GO Invitational. Zudem erreichte er den 3.–4. Rang bei der StarLadder i-League StarSeries XIV, der DreamHack Masters Malmö 2016, der DreamHack Open Bucharest 2016, der Northern Arena 2016 - Montreal und der Esports Championship Series Season 2 - Finals. In den Major-Turnieren MLG Major Championship: Columbus 2016 und ESL One Cologne 2016 erreichte er jeweils den 13.–16. Platz.
Nachdem er zu Beginn des folgenden Jahres die World Electronic Sports Games 2016 gewann und das Major Eleague Major: Atlanta 2017 auf dem 9.–11. Platz abschloss, wechselte er im Februar zur Organisation G2 Esports. Mit G2 siegte er bei der DreamHack Open Tours 2017, der ESL Pro League Season 5 - Finals und der DreamHack Masters Malmö 2017. Überdies erreichte er den dritten Rang bei der Epicenter 2017 und das Halbfinale bei der DreamHack Open Austin 2017. Das Major PGL Major: Kraków 2017 beendete er auf dem 9.–11. Platz.
2018 begann für Madesclaire mit einem Viertelfinaleinzug bei der Eleague Major Boston 2018. Im Juni wurde er bei G2 Esports auf die Bank gesetzt. Im Oktober wechselte er zur französischen Organisation Team Vitality. In diesem Jahr siegte er mit Vitality bei der DreamHack Open Atlanta 2018.
Im folgenden Jahr gewann er die Charleroi Esports 2019, die cs_summit 4 und das Epicenter 2019. Zudem erreichte er das Finale bei der ESL One: Cologne 2019 und das Halbfinale bei der ESEA Season 31: Global Challenge, der Intel Extreme Masters XIV - Chicago und der Intel Extreme Masters XIV - Beijing. Das IEM Major: Katowice 2019 beendete er auf dem 9.–11. Platz, während er das StarLadder Major: Berlin 2019 auf dem 5.–8. Rang abschloss.
2020 siegte Madesclaire bei der Intel Extreme Masters XV - Beijing Online: Europe und dem Blast Premier: Fall 2020. Zudem erzielte er den zweiten Rang bei den Blast Premier: Spring 2020 European Finals, der cs_summit 6 Online: Europe, der ESL One: Cologne 2020 Online - Europe und der DreamHack Open Fall 2020. Überdies erreichte er das Halbfinale bei der Intel Extreme Masters XV - New York Online: Europe.
2021 gewann er die Intel Extreme Masters XVI - Winter. Darüber hinaus erreichte er das Finale bei der ESL Pro League Season 14 und den Blast Premier: Fall Finals 2021. Überdies erzielte er den dritten Rang im Blast Premier: Global Final 2020, im Intel Extreme Masters XVI - Fall: Europe und im Blast Premier: World Final 2021. Zudem erreichte er das Halbfinale bei der Intel Extreme Masters XVI - Summer. Im PGL Major: Stockholm 2021 erreichte er das Viertelfinale.
Im folgenden Jahr siegte Madesclaire bei der ESL Pro League Season 16. Überdies erreichte er das Finale beim Blast Premier: Spring Finals 2022. Das PGL Major Antwerp 2022 beendete er auf dem 9.–11. Rang, während er das IEM Major: Rio 2022 auf Platz 12.–14. abschloss.
2023 siegte er bei der Intel Extreme Masters Rio 2023. Im BLAST.tv Major: Paris 2023, dem letzten Major-Turnier in Counter-Strike: Global Offensive, konnte er nach einem 2:0-Sieg gegen GamerLegion seinen zweiten Major-Titel gewinnen. Des Weiterhin siegte er in diesem Jahr im Gamers8 2023, dem Blast Premier: Fall Final 2023 sowie dem Blast Premier: World Final 2023. Überdies erzielte er den zweiten Platz im Blast Premier: Spring Final 2023 und einen 3.–4. Platz in der IEM Cologne 2023. Von HLTV wurde er mit seinem Team als das beste Team des Jahres ausgezeichnet.
Im nächsten Jahr siegte Madesclaire bei der Intel Extreme Masters Cologne 2024. Weiterhin erreichte er das Finale in der ESL Pro League Season 19 und dem Intel Extreme Masters Dallas 2024 sowie das Halbfinale beim Blast Premier: Fall Final 2024 und dem Blast Premier: World Final 2024. Im ersten Major-Turnier des Jahres, dem PGL Major: Kopenhagen 2024, erreichte er den 3.–4. Platz, während er im zweiten Major-Turnier, dem Perfect World Major: Shanghai 2024 im Viertelfinale ausschied.
Das Jahr 2025 begann für Madeclaire nach der Ergänzung von Robin Kool als Spieler bei Team Vitality mit einem Viertelfinalplatz im ersten Turnier des Jahres. Anschließend siegte er bei der IEM Katowice 2025. Darauf folgend gewann er die darauf folgenden Turniere ESL Pro League Season 21, Blast Open Spring 2025, IEM Melbourne 2025, Blast Rivals Spring 2025 und IEM Dallas 2025. Dabei siegte man in jedem einzelnen Turnier ohne eine einzige Begegnung zu verlieren. Beim darauf folgenden Major BLAST.tv Major: Austin 2025 wurde diese Serie nach 30 Siegen beendet. Anschließend konnte sich Madesclaire in diesem Turnier nach einem 2:1-Sieg gegen TheMongolz seinen dritten Major-Sieg sichern.

## Erfolge (Auszug)
Dies ist ein Ausschnitt der Erfolge von Dan Madesclaire. Da Counter-Strike in Wettkämpfen stets in Fünfer-Teams gespielt wird, beträgt das persönliche Preisgeld ein Fünftel des gewonnenen Gesamtpreisgeldes des Teams.
| Jahr                             | Platz                  | Turnier                                                   | Team                   | Persönliches Preisgeld |
| Counter-Strike: Source           | Counter-Strike: Source | Counter-Strike: Source                                    | Counter-Strike: Source | Counter-Strike: Source |
| -------------------------------- | ---------------------- | --------------------------------------------------------- | ---------------------- | ---------------------- |
| 2011                             | 3.                     | Copenhagen Games 2011: Source                             | 3DMAX                  | 04.000 DDK             |
| 2012                             | 1.                     | Multiplay Insomnia 45                                     | VeryGames              | 0500 GBP               |
| Counter Strike: Global Offensive |                        |                                                           |                        |                        |
| 2013                             | 3. – 4.                | DreamHack Summer 2013                                     | Team LDLC              | 05.000 DDK             |
| 2013                             | 2.                     | Fragbite Masters Season 1                                 | Clan-Mystik            | 06.000 SEK             |
| 2014                             | 3. – 4.                | Copenhagen Games 2014                                     | Team LDLC              | 0400 €                 |
| 2014                             | 1.                     | DreamHack Valencia 2014                                   | Team LDLC              | 01.200 €               |
| 2014                             | 3. – 4.                | ESL One Cologne 2014                                      | Team LDLC              | 04.400 $               |
| 2014                             | 1.                     | DreamHack Invitational II                                 | Titan eSports          | 02.000 $               |
| 2014                             | 3.                     | StarLadder StarSeries XI                                  | Titan eSports          | 01.000 $               |
| 2015                             | 2.                     | Assembly Winter 2015                                      | Titan eSports          | 01.400 $               |
| 2015                             | 2.                     | IOS Pantamera                                             | Titan eSports          | 011.000 SEK            |
| 2015                             | 2.                     | ESL Pro League Winter 2014/15                             | Titan eSports          | 01.400 $               |
| 2015                             | 2.                     | ESEA Season 18: Global Invite Division                    | Titan eSports          | 05.000 $               |
| 2015                             | 3. – 4.                | Gfinity Spring Masters 2                                  | Titan eSports          | 01.000 $               |
| 2015                             | 3. – 4.                | DreamHack Open Summer 2015                                | Titan eSports          | 0600 $                 |
| 2015                             | 1.                     | Intel Extreme Masters Season X - gamescom                 | Team EnVyUs            | 09.100 $               |
| 2015                             | 2.                     | ESL One Cologne 2015                                      | Team EnVyUs            | 010.000 $              |
| 2015                             | 1.                     | DreamHack Open London 2015                                | Team EnVyUs            | 04.000 $               |
| 2015                             | 1.                     | Gfinity Champion of Champions                             | Team EnVyUs            | 010.000 $              |
| 2015                             | 2.                     | Counter Pit League                                        | Team EnVyUs            | 010.100 $              |
| 2015                             | 1.                     | The World Championships 2015                              | Team France            | 010.000 $              |
| 2015                             | 1.                     | DreamHack Cluj-Napoca 2015                                | Team EnVyUs            | 020.000 $              |
| 2015                             | 3. – 4.                | ESL ESEA Pro League Season 2 - Finals                     | Team EnVyUs            | 05.000 $               |
| 2016                             | 3. – 4.                | StarLadder i-League StarSeries XIV                        | Team EnVyUs            | 05.000 $               |
| 2016                             | 1.                     | Global eSports Cup - Season 1                             | Team EnVyUs            | 016.000 $              |
| 2016                             | 3. – 4.                | DreamHack Masters Malmö 2016                              | Team EnVyUs            | 04.400 $               |
| 2016                             | 3. – 4.                | DreamHack Open Bucharest 2016                             | Team EnVyUs            | 02.000 $               |
| 2016                             | 1.                     | Gfinity CS:GO Invitational                                | Team EnVyUs            | 010.000 $              |
| 2016                             | 3. – 4.                | Northern Arena 2016 - Montreal                            | Team EnVyUs            | 02.000 $               |
| 2016                             | 3. – 4.                | Esports Championship Series Season 2 - Finals             | Team EnVyUs            | 013.000 $              |
| 2017                             | 1.                     | World Electronic Sports Games 2016                        | Team EnVyUs            | 160.000 $              |
| 2017                             | 3. – 4.                | DreamHack Open Austin 2017                                | G2 Esports             | 02.000 $               |
| 2017                             | 1.                     | DreamHack Open Tours 2017                                 | G2 Esports             | 010.000 $              |
| 2017                             | 1.                     | ESL Pro League Season 5 - Finals                          | G2 Esports             | 045.000 $              |
| 2017                             | 1.                     | DreamHack Masters Malmö 2017                              | G2 Esports             | 020.000 $              |
| 2017                             | 3.                     | Epicenter 2017                                            | G2 Esports             | 012.000 $              |
| 2018                             | 1.                     | DreamHack Open Atlanta 2018                               | Team Vitality          | 010.000 $              |
| 2019                             | 1.                     | Charleroi Esports 2019                                    | Team Vitality          | 010.000 €              |
| 2019                             | 1.                     | cs_summit 4                                               | Team Vitality          | 012.800 $              |
| 2019                             | 1.                     | Esports Championship Series Season 7 - Finals             | Team Vitality          | 045.000 $              |
| 2019                             | 2.                     | ESL One: Cologne 2019                                     | Team Vitality          | 010.000 $              |
| 2019                             | 3. – 4.                | ESEA Season 31: Global Challenge                          | Team Vitality          | 02.000 $               |
| 2019                             | 3. – 4.                | Intel Extreme Masters XIV - Chicago                       | Team Vitality          | 05.000 $               |
| 2019                             | 2.                     | DreamHack Masters Malmö 2019                              | Team Vitality          | 010.000 $              |
| 2019                             | 3. – 4.                | Intel Extreme Masters Intel Extreme Masters XIV - Beijing | Team Vitality          | 05.000 $               |
| 2019                             | 1.                     | Epicenter 2019                                            | Team Vitality          | 050.000 $              |
| 2020                             | 2.                     | Blast Premier: Spring 2020 European Finals                | Team Vitality          | 013.000 $              |
| 2020                             | 2.                     | cs_summit 6 Online: Europe                                | Team Vitality          | 04.400 $               |
| 2020                             | 2.                     | ESL One: Cologne 2020 Online - Europe                     | Team Vitality          | 010.000 $              |
| 2020                             | 3. – 4.                | Intel Extreme Masters XV - New York Online: Europe        | Team Vitality          | 02.400 $               |
| 2020                             | 2.                     | DreamHack Open Fall 2020                                  | Team Vitality          | 04.300 $               |
| 2020                             | 1.                     | Intel Extreme Masters XV - Beijing Online: Europe         | Team Vitality          | 012.000 $              |
| 2020                             | 1.                     | Blast Premier: Fall 2020                                  | Team Vitality          | 045.000 $              |
| 2021                             | 3.                     | Blast Premier: Global Final 2020                          | Team Vitality          | 016.000 $              |
| 2021                             | 3. – 4.                | Intel Extreme Masters XVI - Summer                        | Team Vitality          | 04.000 $               |
| 2021                             | 2.                     | ESL Pro League Season 14                                  | Team Vitality          | 016.000 $              |
| 2021                             | 3.                     | Intel Extreme Masters XVI - Fall: Europe                  | Team Vitality          | 02.400 $               |
| 2021                             | 2.                     | BLAST Premier: Fall Finals 2021                           | Team Vitality          | 017.000 $              |
| 2021                             | 3.                     | Blast Premier: World Final 2021                           | Team Vitality          | 024.000 $              |
| 2022                             | 2.                     | Blast Premier: Spring Finals 2022                         | Team Vitality          | 017.000 $              |
| 2022                             | 1.                     | ESL Pro League Season 16                                  | Team Vitality          | 040.000 $              |
| 2023                             | 1.                     | Intel Extreme Masters Rio 2023                            | Team Vitality          | 020.000 $              |
| 2023                             | 1.                     | BLAST.tv Major: Paris 2023                                | Team Vitality          | 100.000 $              |
| 2023                             | 2.                     | Blast Premier: Spring Final 2023                          | Team Vitality          | 017.000 $              |
| 2023                             | 3. – 4.                | Intel Extreme Masters Cologne 2023                        | Team Vitality          | 016.000 $              |
| 2023                             | 1.                     | Gamers8 2023                                              | Team Vitality          | 080.000 $              |
| Counter-Strike 2                 |                        |                                                           |                        |                        |
| 2023                             | 1.                     | Blast Premier: Fall Final 2023                            | Team Vitality          | 040.000 $              |
| 2023                             | 1.                     | Blast Premier: World Final 2023                           | Team Vitality          | 100.000 $              |
| 2024                             | 3. – 4.                | PGL Major: Kopenhagen 2024                                | Team Vitality          | 016.000 $              |
| 2024                             | 2.                     | ESL Pro League Season 19                                  | Team Vitality          | 016.000 $              |
| 2024                             | 2.                     | Intel Extreme Masters Dallas 2024                         | Team Vitality          | 08.400 $               |
| 2024                             | 3. – 4.                | Blast Premier: Spring Final 2024                          | Team Vitality          | 08.000 $               |
| 2024                             | 1.                     | Intel Extreme Masters Cologne 2024                        | Team Vitality          | 080.000 $              |
| 2024                             | 3. – 4.                | Blast Premier: Fall Final 2024                            | Team Vitality          | 08.000 $               |
| 2024                             | 3. – 4.                | Blast Premier: World Final 2024                           | Team Vitality          | 017.000 $              |
| 2025                             | 1.                     | Intel Extreme Masters Katowice 2025                       | Team Vitality          | 080.000 $              |
| 2025                             | 1.                     | ESL Pro League Season 21                                  | Team Vitality          | 020.000 $              |
| 2025                             | 1.                     | Blast Open Spring 2025                                    | Team Vitality          | 030.000 $              |
| 2025                             | 1.                     | Intel Extreme Masters Melbourne 2025                      | Team Vitality          | 025.000 $              |
| 2025                             | 1.                     | Blast Rivals Spring 2025                                  | Team Vitality          | 025.000 $              |
| 2025                             | 1.                     | Intel Extreme Masters Dallas 2025                         | Team Vitality          | 025.000 $              |
| 2025                             | 1.                     | BLAST.tv Major: Austin 2025                               | Team Vitality          | 100.000 $              |

## Auszeichnungen
- 2014: Platz 15 der HLTV.org Bestenliste[3]
- 2015: Platz 18 der HLTV.org Bestenliste[4]